# برنسال
برنسال (به انگلیسی: Burnsall) یک روستا و محله مدنی در بریتانیا است که در کرون واقع شده‌است. برنسال ۱۱۰ نفر جمعیت دارد.